# Mausohrkolonien in Machtilshausen und Diebach
Mausohrkolonien in Machtilshausen und Diebach este o arie protejată (arie specială de conservare — SAC, sit de importanță comunitară — SCI) din Germania întinsă pe o suprafață de 0,02 ha, integral pe uscat.

## Localizare
Centrul sitului Mausohrkolonien in Machtilshausen und Diebach este situat la coordonatele 50°07′39″N 9°50′31″E / 50.1275°N 9.8419°E.

## Înființare
Situl Mausohrkolonien in Machtilshausen und Diebach a fost declarat sit de importanță comunitară în martie 2001 pentru a proteja 1 specie de animale. Situl a fost protejat și ca arie specială de conservare în aprilie 2016.

## Biodiversitate
Situată în ecoregiunea continentală, aria protejată nu include niciun habitat protejat.
La baza desemnării sitului se află o specie protejată de  mamifere: liliac comun (Myotis myotis).